# Josep Maria Ferrer i Penedès
Josep Maria Ferrer i Penedès (Cornellà de Llobregat, Baix Llobregat, 27 de març de 1922) és un advocat català. Fou nomenat alcalde de Cornellà de Llobregat l'any 1969 fins a la seva dimissió el 1978, per ser nomenat sotsgovernador civil.
Llicenciat en dret, milità en el Frente de Juventudes i en el Sindicato Español Universitario. Fou col·laborador de la revista El Pensamiento de Cornellà i va participar activament en la vida cultural i associativa del Patronat Cultural i Recreatiu. També va formar-ne part d'algunes iniciatives ciutadanes, com per exemple, el renaixement de la Societat Coral La Unió.
Dirigent de la Joventut d'Acció Catòlica entre els anys 1940 i 1947, fou nomenat regidor l'any 1945, encarregant-se dels afers d'assistència social municipals. Abandonà el càrrec el 1949 per casar-se amb Josefina Gaya, neboda de l'alcalde Ramon Gaya i Massot. Durant els anys seixanta, es dedica professionalment a la corredoria d'assegurances de diverses empreses papereres (Paperera Prat, Torras Hostench), així com de la fàbrica Siemens.
El 30 de desembre de 1969 fou designat alcalde de Cornellà de Llobregat, rellevant Josep Riu i Carreras. Durant el seu mandat municipal, van destacar per una banda, les seqüeles del desastre econòmic per la riuada del Llobregat de 1971 —tot afectant seriosament la indústria local i un gran nombre d'habitatges dels diferents barris de la ciutat— i per l'altra, el naixement d'un fort moviment associatiu a favor de la canalització del riu i l'increment de la lluita obrera a les fàbriques. De fet, se li atribueix haver dit a un alt comandant franquista la frase: «Després d'ETA, el perill més greu que té Espanya és Cornellà.»
El 26 de juliol de 1978 abandonà el càrrec per ser nomenat sotsgovernador civil de Barcelona i el setembre del mateix any fou substituït a l'alcaldia de Cornellà per Joan Seijo i Viñas.